# Войтенко Олександр Іванович
Олександр Іванович Войтенко (1977—2024) — солдат збройних сил України, учасник російсько-української війни.

## Життєпис
Народився 13 травня 1977 року в селі Високе Борзнянського району (нині Ніжинського) Чернігівської області. Навчався у Чугуєво-Бабчанському лісному технікумі за спеціальністю «Мисливствознавство і звірівництво».
Військову службу проходив у 143-й піхотній бригаді. Проходив навчання в Італії.
Загинув 10 березня 2024 року в районі населеного пункту Часів Яр.

## Нагороди
- Орден «За мужність» III ступеня[1].